# Tom Edge
Tom Edge é um roteirista britânico vencedor do Emmy. Ele é mais conhecido por criar a série de televisão Vigil.

## Carreira
Edge criou e atuou como roteirista principal da sitcom Lovesick. A série focava em um grupo de amigos ingleses dividindo uma casa no West End de Glasgow e seus romances. O programa foi ao ar no Channel 4, antes de ser adquirido pela Netflix. Ele também escreveu episódios na segunda temporada de The Crown, bem como na segunda, terceira e quarta temporada de Strike. No cinema, assinou o roteiro de Judy: Muito Além do Arco-íris, uma cinebiografia da atriz e cantora Judy Garland. O filme deu mais tarde um Oscar de melhor atriz à Renée Zellweger.
Edge criou a série de televisão Vigil, produzida pela World Productions, transmitida na BBC One a partir de 29 de agosto de 2021. A série se tornou o programa mais assistido da BBC do ano, com seu primeiro episódio atraindo 10,2 milhões de telespectadores. Em 21 de novembro de 2022, Vigil ganhou um Emmy Internacional de melhor série dramática.

## Filmografia
| Ano       | Título                        | Função     | Nota(s)                  |
| --------- | ----------------------------- | ---------- | ------------------------ |
| 2011      | Driver: San Francisco         | Escritor   | Vídeo game               |
| 2012      | Threesome                     | Roteirista | Série de TV 2 episódios  |
| 2012-2014 | The Midnight Beast            | Roteirista | Série de TV 9 episódios  |
| 2014-2018 | Lovesick                      | Criador    | Série de TV 22 episódios |
| 2013      | Pramface                      | Roteirista | Série de TV 1 episódio   |
| 2016      | A Última Caçadora de Dragões  | Roteirista | Filme                    |
| 2016-2017 | The Crown                     | Roteirista | Série de TV 5 episódios  |
| 2017      | Strike                        | Escritor   | Série de TV 12 episódios |
| 2019      | Judy: Muito Além do Arco-íris | Roteirista | Filme                    |
| 2021      | You Don't Know Me             | Roteiro    | Série de TV 4 episódios  |
| 2021      | Vigil                         | Criador    | Série de TV 7 episódios  |